# Петер Ліпа
Пітер Ліпа (нар. 30 травня 1944, Пряшів, Словаччина) — словацький музикант, джазмен, якого називають «батьком словацького джазу».

## Життєпис
Із дванадцяти років вчився грати на скрипці, згодом на трубі, тромбоні та гітарі.
Закінчив середню школу в Пряшеві, навчався у Словацькому технічному університеті в Братиславі і працював редактором Чехословацького радіо. У 1975–1976 вивчав журналістику в Університеті Коменського у Братиславі.
З першої половини 1960-х він був співзасновником багатьох джазових колективів, серед яких: «Струни» (1963–1966), «Blues Five» (1968–1969), Оркестр Густава Оффермана (1969–1971), «Revival Jazz Band» (1972–1977), «Combo Petra Lipu» (1977–1990), «T & R Band» (1986–1995), «Višеград Blues Band» (2004), «Peter Lipa Band» (1995–1998), «EU4» (2011).

## Вибрана дискографія
- Neúprosné ráno (1983)
- Škrtni, co se nehodí (razem z zespołem Luboš Andršt Blues Band; 1987)
- Je to stále tak (1987)
- Peter Lipa a T+R Band (razem z zespołem T+R Band; 1987)
- Blues Office (razem z zespołem Luboš Andršt Blues Band; 1988)
- Svíčka a stín (razem z Evą Olmerovą i Janą Koubkovą; 1992)
- Naspäť na stromy (razem z Andrejem Šebanem, Jurajem Griglákiem, Jurajem Bartošem i Gabonem Jonášem; 1995)
- Čierny Peter (razem z Andrejem Šebanem, Jurajem Tatárem, Gašparem i Marcelem Buntą; 1998)
- …v najlepších rokoch (2001)
- Beatles in Blue(s) (2003)
- Lipa spieva Lasicu (2005)
- Jana Kirschner, Peter Lipa, Boboš Procházka (razem z Janą Kirschner i Bobošem Procházką; 2005)
- 68 (2012)
- Návšteva Po Rokoch (razem z Milanem Lasicą; 2013)
- Dobré meno (2019)